# Daniel José de Carvalho
Daniel José de Carvalho, também conhecido como Josué (Muriaé, 13 de outubro 1945 – Medianeira, 13 de julho de 1974), foi um motorista e operário (torneiro-mecânico), integrante do Partido Comunista do Brasil (PCB) e do Comitê de São Bernardo do Campo. Ele também atuou como militante da Vanguarda Popular Revolucionária (VPR) e, a partir de 1968, integrou a Ala Vermelha do PCB. É um dos casos investigados pela Comissão da Verdade, que apura mortes e desaparecimentos na ditadura militar brasileira. Daniel e quatro de seus irmãos foram retidos por órgãos da repressão e, em 1971, banidos do Brasil em troca da libertação do Embaixador Suíço Giovanni Enrico Bucher.  Em julho de 1974, Daniel retornou clandestinamente ao Brasil junto de outros brasileiros banidos pelo Estado. O grupo foi atraído para uma emboscada e executado próximo do Município de Medianeira (PR), dentro do Parque Nacional do Iguaçu, vítimas da Operação Juriti.

## Biografia
Daniel José de Carvalho, filho de Ely José de Carvalho e de Esther Campos de Carvalho, fazia parte de uma família camponesa mineira que participava da Igreja Metodista e migrou para São Paulo entre 1959 e 1960, buscando melhores condições de vida.  Tinha formação primária e, uma vez instalado no ABCD Paulista, Daniel trabalhou em indústrias em São Bernardo do Campo e Diadema. O operário tinha quatro irmãos que também atuaram como militantes e guerrilheiros contra a ditadura no Brasil, sendo eles Joel, Devanir, Jairo e Derly José de Carvalho. Após o período ditatorial brasileiro, somente Jairo e Derly sobreviveram.  Daniel teve também uma irmã (Helena), que não possuía relação alguma com partidos ou grupos contra a ditadura. Foi casado com Maria Aparecida da Silva Carvalho.

## Prisão e Exílio

### Prisão (1970)
Daniel de Carvalho teve sua prisão preventiva decretada dia 5/10/1970, pelo juiz MM da 2ª Auditoria Militar, com sede em São Paulo, porém em seu histórico não constava condenação. Ele sofreu tortura por parte da Operação Bandeirante (OBAN) juntamente com outros militantes de esquerda e seus irmãos Jairo e Joel de Carvalho. Daniel integrava, à época, a Ala Vermelha, uma cisão do Partido Comunista do Brasil. Posteriormente, se juntou à Aliança Libertadora Nacional (ALN), liderada pelo guerrilheiro Carlos Marighella, à qual Daniel havia ingressado em janeiro de 1969. Em relatórios de autoria do Departamento de Ordem Política e Social de São Paulo (D.O.P.S./ SP), há a descrição do protagonismo de Daniel em ações de assalto à duas agências bancárias e à Empresa de Ônibus Jurema. No ato de sua prisão, o operário portava revólveres, algumas munições e dinamites, de acordo com arquivos do D.O.P.S.. Em 1971, seu nome foi adicionado a um dossiê dos órgãos repressores, no qual consta a relação de indivíduos que foram banidos do território nacional e as organizações — tidas como "subversivas" pela ditadura — das quais faziam parte. Na lista também constam os nomes de Derly, Jairo e Joel. Foi proposto para ser trocado, junto de outros presos políticos, pelo Embaixador Giovanni Enrico Bucher, sequestrado em 7 de dezembro de 1970. De acordo com o documento, Daniel teve de fazer uma declaração de próprio punho, na qual esse concorda com a indicação de seu nome para a troca e, por conseguinte, seu banimento do Brasil.

### Exílio no Chile (1971)
Seu exílio para o Chile decorre da existência do Ato Institucional Número Treze (AI-13), que instituiu a pena de banimento do Território Nacional do brasileiro que se tornasse "inconveniente, nocivo ou perigoso à Segurança Nacional". O AI-13 permitia que ministros do Estado da Marinha de Guerra, do Exército e da Aeronáutica Militar, mediante proposta, pautassem o Poder Executivo em relação aos banimentos de cidadãos brasileiros identificados como ameaças. Isso resultou no exílio de Daniel e de seus quatro irmãos para o Chile. É lá que Daniel ingressa na VPR. Em 1973, com a instauração da ditadura chilena, ele fugiu para a Argentina. Lá permaneceu até decidir retornar ao Brasil para combater a ditadura militar.
De acordo com um relatório do Ministério da Aeronáutica, cujo assunto era "Banidos no Chile", a movimentação dos exilados no Chile foi acompanhada por órgãos da ditadura. Após a chegada no Chile, os brasileiros ficaram alojados em local cedido pelo governo chileno. Depois de uma semana da chegada dos exilados, esses formaram um comitê composto por Rafael de Falco Neto e Takao Amano pela ALN/ SP e Edmur Péricles de Camargo. Nenhum integrante da VPR, que configurava a maioria entre os exilados, integrou o comitê com a justificativa de "não aprofundar divergências com a ALN", como consta no relatório em questão. O comitê, entretanto, durou somente 25 dias, tendo sido proposta a autonomia das organizações diante do Governo Allende. Porém, essa cúpula também se dissolveu depois de 9 dias, devido à divergências econômicas, assistenciais e políticas. O governo Allende havia prometido, em Valparaíso, ajuda integral aos banidos e, em retorno, pediu o compromisso dos mesmos para que não se desenrolassem problemas em território chileno. Uma semana após a reunião em Valparaíso, todos receberam documentação chilena, sem as quais não poderiam trabalhar. Nesse período, Carlos Figueiredo Sã, considerado um "homem forte" após a morte de Marighella e Camara Ferreira, chegava no Chile, vindo do Uruguai. Sua chegada coincide com a saída de integrantes do grupo que ficou denominado "Frente" (militantes da VPR, ALN, MR-8 e PCBR) das acomodações fornecidas pelo governo chileno devido à suspeitas de infiltrados. Lá, os exilados viviam em coletivo, onde passaram a residir em grupos de três a quatro pessoas. Além da "Frente", existia também um outro grupo, denominado "Grupo do Cerveira". Havia uma Comissão de Alto Nível entre os brasileiros, que era responsável por estabelecer contato com o Brasil. Tal comissão também tinha por finalidade a montagem de um órgão de divulgação no Chile. Notícias de prisões no Brasil circulavam entre os cidadãos exilados, como por exemplo, o fato de que Lamarca havia rompido com a VPR. Isso fez com que seus seguidores se deslocassem para Cuba em busca de aperfeiçoamento guerrilheiro, a maioria deles integrava a "Frente".
Os integrantes do "Grupo do Cerveira", entre eles Joel e Jairo de Carvalho, estavam isolados da "Frente", porque pairava a suspeita de que o primeiro grupo continha infiltrados da repressão. Daniel de Carvalho, malgrado pertencesse ao "Grupo do Cerveira", tomava parte nas deliberações entre os exilados e incriminava Joaquim Pires Cerveira pela morte de um militante, Aderval Alves Coqueiro. Daniel acusou Cerveira de ter feito com que Coqueiro regressasse ao Brasil "por um esquema furado".

## Desaparecimento e morte
Uma vez como fugitivo em Buenos Aires, na Argentina, Daniel e outros militantes entraram clandestinamente em território brasileiro com a finalidade de atuar na resistência. Eram eles o estudante argentino Enrique Ernesto Ruggia, à época com 18 anos, Joel José de Carvalho, José Lavecchia, o ex-sargento e líder do grupo Onofre Pinto, Vitor Carlos Ramos e Gilberto Faria Lima, também conhecido como "o Zorro". Em julho de 1974 o grupo chegou ao país pela região de Foz do Iguaçu, mais especificamente pela cidade de Medianeira. Já em território brasileiro, os militantes seguiram para uma chácara localizada em Santo Antônio do Sudoeste (Paraná) que pensavam ser um sítio de propriedade da VPR. No entanto, não desconfiavam serem vítimas do que mais tarde foi denominado "Operação Juriti", que tinha como objetivo a captura de militantes que retornavam ao Brasil.
Em uma entrevista dada ao veículo IstoÉ, o ex-agente do Exército no Distrito Federal, Marival Dias, atuante em setores de análise e informação da ditadura, afirmou que acompanhava ações importantes do Centro de Informações do Exército (CIE), comandadas pelo coronel reformado José Brant Teixeira (Doutor César) e pelo coronel Paulo Malhães (Doutor Pablo). Ambos atuavam como torturadores e estavam envolvidos em prisões, execuções e ocultação de corpos do CIE. O ex-agente ainda afirmou para o veículo que ambos os agentes ganharam notoriedade nos órgãos repressivos por armar a emboscada em Medianeira. Malhães, que era ligado à Diretoria de Inteligência Nacional (DINA), planejou a armadilha no estado do Paraná com a ajuda do órgão repressivo chileno e do ex-sargento Alberi Vieira dos Santos, participante da Brigada Militar do Rio Grande do Sul. Alberi foi responsabilizado por atrair os militantes para uma área fictícia de treinamento de guerrilha, localizada na parte rural de Medianeira. O infiltrado havia sido preso no ano de 1965, condenado por integrar uma rebelião contra o regime em Três Passos (RS). Atuava desde então como infiltrado do CIE na VPR. A chácara utilizada como armadilha foi arranjada pelo capitão Areski de Assis Pinto Abarca, chefe do serviço de inteligência do Quartel do Exército de Foz do Iguaçu, que mais tarde integraria o CIE.
Durante segunda noite no sítio, cinco dos militantes, incluindo Daniel, saíram do local para executar a primeira ação revolucionária que consistia em um assalto na agência do Banco do Estado do Paraná, na cidade de Medianeira. No entanto, após terem percorrido cerca de seis quilômetros de carro, foram surpreendidos por um vasto grupo de militares munidos de armas que os atacaram. Os irmãos Carvalho, Lavecchia, Vitor, Ruggia e Gilberto foram interrogados, torturados e executados.
O nome de Daniel José de Carvalho integra a lista de desaparecidos políticos anexa à Lei nº 9.140/95.